# Папуга-довгокрил червонолобий
Папуга-довгокрил червонолобий (Poicephalus gulielmi) — вид папугоподібних птахів родини папугових (Psittacidae). Поширений в Африці.

## Поширення
Папуга трапляється практично по всій Центральній Африці: він поширюється через частину Камеруну та Габону до Кенії, Танзанії та Замбії. Також поширений на невеликій території на межі Кот-д'Івуару та Гани. Мешкає в туманних тропічних гірських лісах на висоті до 3500 метрів над рівнем моря.

## Опис
Птах завдовжки близько 28 см. Має інтенсивно-зелене загальне забарвлення, свинцево-сірий дзьоб, червону райдужну оболонку очей і голе навколоочне кільце з білої шкіри. На лобі, лапках і плечах є чіткі червоні сліди, які відсутні у юних птахів.

## Підвиди
- P. g. gulielmi, (Jardine 1849) — має оранжево-червоний слід чола, крил і стегон. Ендемік басейну річки Конго. Цей підвид також був завезений на острів Пуерто-Рико.
- P. g. fantiensis, Neumann 1908 — передня частина голови помаранчева, а на крилах є оранжево-червоні або помаранчеві, трохи менші сліди. Поширений від Ліберії до Гани.
- P. g. massaicus, Fischer & Reichenow 1884 — подібний до P. g. gulielmi, за винятком того, що на голові оранжево-червоний колір менший. Ендемік високогір'я (від 1800 до 3500 м) південної Кенії та північної Танзанії.

## Спосіб життя
Вид трапляється парами або невеликими групами. Ягоди, фрукти, насіння, комахи складають основу його раціону. У лісах Західної Африки він збирає багато диких оливок і плодів подокарпуса та кедра. Під час репродуктивного періоду, з червня по листопад, пара ізольована в дуплах у високих деревах, висотою від 3 до 12 метрів (улюбленим деревом є Hagenia abyssinica), і тут самиця відкладає 2-4 яйця, насиджуючи їх близько 30 днів. Молодняк оперяється у віці від 8 до 11 тижнів.